# 上の原グラウンド
上の原グラウンド（うえのはらグラウンド）は、東京都町田市の野津田公園内にある多目的球技場。指定管理者制度に基づき、スポーツパークパートナーズまちだが管理運営を行っている。

## 概要
前身は1991年（平成3年）8月1日に使用開始した上の原広場で、同広場を改修する形で2005年（平成17年）4月オープン。グラウンドはサッカー用として設計されているが、少年野球に限り、野球場としても使用されている。この他、ソフトボール、ラクロス、ターゲットバードゴルフ場としても利用可能である。野津田公園内には、FC町田ゼルビア（Jリーグ）のホームスタジアムである町田GIONスタジアムなどがある。
2019年（平成31年）、これまで小野路公園内に所在する人工芝の小野路グラウンドを練習場としてきたFC町田ゼルビアであったが、J1ライセンス取得に向けて、練習場環境整備の協議を進める中、地域のスポーツ環境整備に貢献できるならばと親会社サイバーエージェントと相談の上、クラブ側が費用を全面負担し、全面改修を行った。予算規模は約2億円。これにより天然芝と人工芝が融合したハイブリッド芝のピッチに生まれ変わった。2019年（令和元年）6月よりFC町田ゼルビアは小野路グラウンドと併用する形で上の原グラウンドでの練習を行っていたが、2021年（令和3年）12月には市内に「FC町田ゼルビア三輪緑山グラウンド」が完成したことで、以降は同施設に練習拠点を移している。

## 施設
フィールドは天然芝と人工芝が融合したハイブリッド芝。スタンドはメインスタンドのみで、サッカーは見やすいが、野球観戦時の快適性は考えられていない。また、クラブハウスが付属している。
- 少年野球1面、サッカー1面
- 収容人数　200人（全席座席）

## 交通アクセス
- JR横浜線・小田急小田原線町田駅より野津田車庫行きバスで野津田車庫下車
- 小田急鶴川駅より野津田車庫行きバスで野津田車庫下車
- 東名高速道路横浜町田ICより1時間